# Thrianta

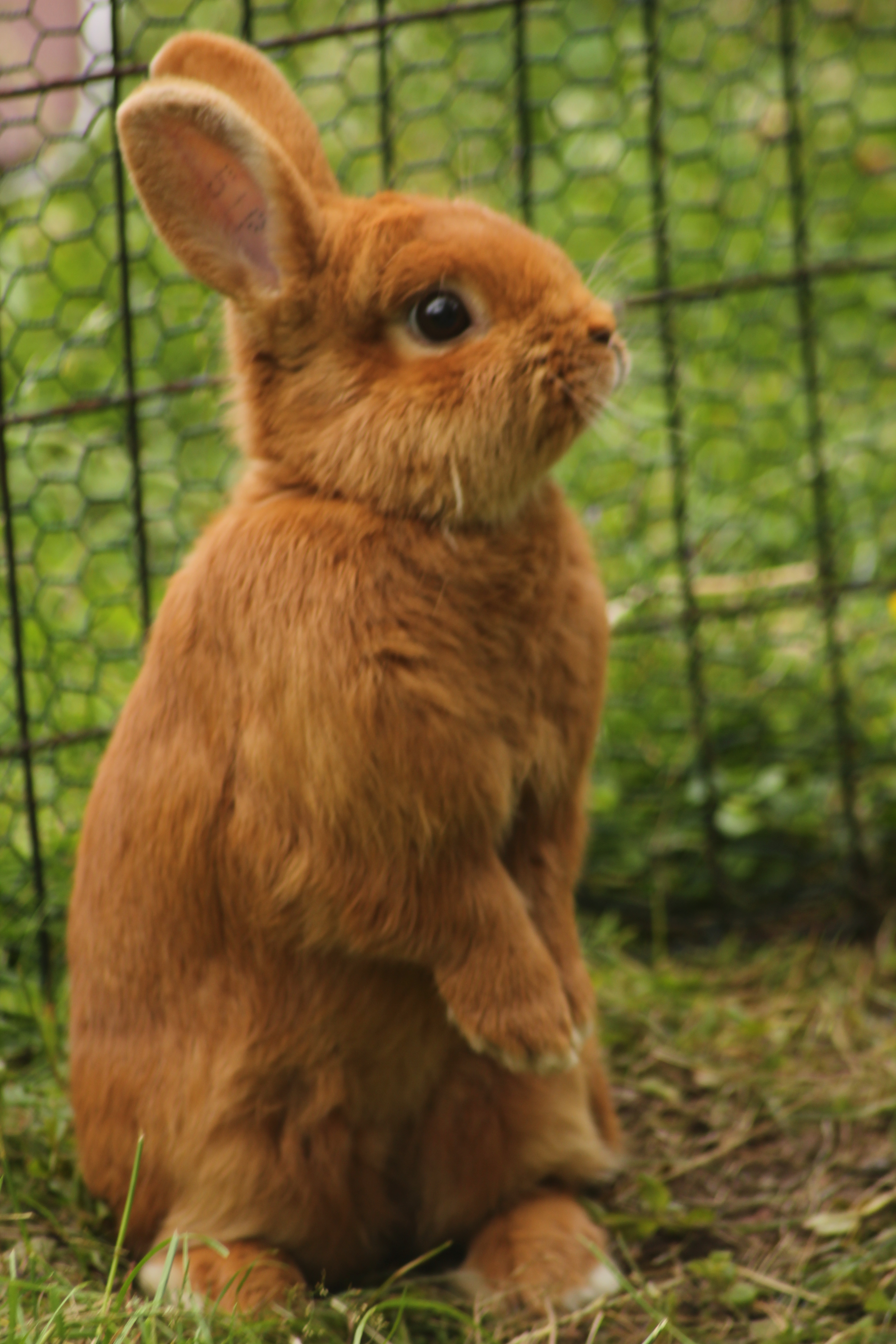
Thrianta-Kaninchen

DasThrianta-Kaninchen, ist eine kleine, einheitlich orangefarbene, niederländische Kaninchenrasse. Die ersten Exemplare wurden in Assen gezüchtet.

## Geschichte
Die ersten Tiere dieser Rasse wurden kurz vor dem Ausbruch des Zweiten Weltkriegs gezüchtet. Das Orange wurde wahrscheinlich als stiller Podest gegen den anwachsenden Nationalsozialismus gewählt. Der erste Züchter diese Rasse war Herrn Andrea. Im Jahre 1940 wurde diese Rasse vollständig in den Niederlanden anerkannt. Am Ende des Zweiten Weltkriegs gingen die Zuchtbemühungen für diese Rasse stark zurück. Kurz drauf wurden vom Niederländischen Zuchtverband strengere Vorschriften für diese Rasse erlassen, aufgrund dessen gingen die Zuchtbemühungen noch stärker zurück, daraufhin wurde die Rasse aus den Zuchtliste in den Niederlanden gestrichen. In Deutschland gab es eine ähnliche Rasse, das Sachsengold, die mit verschiedenen anderen Rassen wie Lohkaninchen, Havannakaninchen, Kleinsilber, Japaner, Rote Neuseeländer und anderen Kaninchen mit gelben Fell gekreuzt wurde. Die letzten verbleibenden, reinrassigen Exemplare dieser Rasse kaufte der Züchter Kissener auf. Ende der 1960er Jahre kauften die Holländer mehrere Exemplare dieser Zucht und stellen sie unter dem Namen Saksengold aus. Die offizielle Anerkennung als Rasse erfolgte in den Niederlanden im Jahre 1971. 1979 wurde sie als Erinnerung an Herrn Andrea in Thrianta umbenannt. Anfang der 1980er Jahre wurde diese Rasse auch in Großbritannien erstmals gezüchtet. In anderen Länder wie den USA ist sie nicht bzw. nur sporadisch vertreten.

## Aussehen
Das Gewicht der Einzeltiere beträgt 2-3 Kilogramm. Der Rücken ist kurz, die Brust ist breit. Die geraden Läufe sind kräftig und durchschnittlich lang. Der Kopf ist kurz und breit. Die voll behaarten 8-10 Zentimeter langen Ohren haben abgerundete Ecken. Das Fell hat eine mittlere Länge und fühlt sich durch die dichte Unterwolle sehr weich an. Die Augenfarbe der Rassetiere ist dunkelbraun.

### Farben
Rasse-Exemplare sollten dunkel orangerot sein. Der Bauch, der Schwanz (Blume) sind etwas heller.

## Fehler
Als Fehler gelten zu blasse Färbung, weißer Bauch und dunkler Rand an den Ohren. Außerdem ist eine, auch nur schwache Schattierung des Fell nicht erwünscht.